# تونیس کویو
تونیس کویو (انگلیسی: Tõnis Kõiv؛ زادهٔ ۲۹ اکتبر ۱۹۷۰) سیاستمدار و نماینده سابق مجلس اهل استونی است.